# Kaikadi
Der Kaikadi ist eine nicht von der FCI anerkannte Hunderasse aus Indien. 
Der Kaikadi ist eine nach einem nomadischen Stamm in Maharashtra, Indien benannte Terrierhunderasse. Es kann weiß, gelbbraun und schwarz sein. Die Hunde sind klein (etwa 40 Zentimeter oder weniger) mit dünnen langen Beinen, aber leistungsfähigen Oberschenkeln und Sprunggelenken. Sie sind ausgezeichnete Wachhunde, werden aber auch zur Hasenjagd eingesetzt und um Haus und Hof frei von Nagern und anderen Störenfrieden zu halten  Der Schwanz ist lang und spitz zulaufend. Der Kopf ist lang und dünn mit auffälligen Augen und langen Ohren, die bei Aufmerksamkeit aufrecht stehen. Trotz eindeutiger Zugehörigkeit zur Terrierfamilie ist er Whippethunden sehr ähnlich.